# Neothraupis fasciata
A Neothraupis fasciata a madarak osztályának verébalakúak (Passeriformes) rendjébe és a tangarafélék (Thraupidae) családjába tartozó Neothraupis nem egyetlen faja.

## Előfordulása
Brazília keleti és déli, Bolívia keleti és Paraguay északkeleti részén honos. A természetes élőhelye száraz szavannák.

## Megjelenése
Átlagos testtömege 29.5 gramm.